# Marie-Euphrosyne de Deux-Ponts-Cleebourg

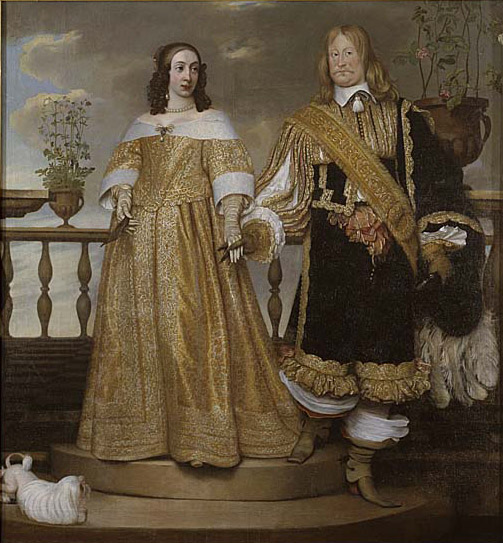
Magnus Gabriel De la Gardie avec son épouse marie Euphrosyne de Deux-Pons-Cleebourg, la sœur du Roi Charles X Gustave

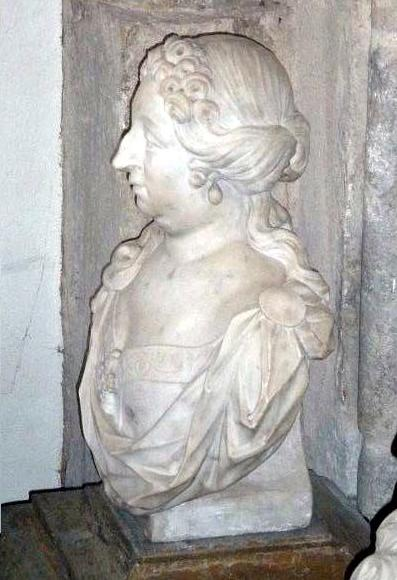
La comtesse Palatine Marie Euphrosyne de Deux-Ponts.

Maria Euphrosyne de Deux-Ponts-Cleebourg (14 février 1625, Stegeborg Château, Östergötland – 24 octobre 1687, château de Höjentorp, Västergötland), est une comtesse palatine, une cousine de la reine Christine de Suède, et une sœur du roi Charles X de Suède. Elle est également, après l'accession de son frère Charles X sur le trône (1654), une Princesse Royale de Suède.

## Biographie

### Jeunesse
Maria Euphrosyne est la fille du Comte palatin Jean-Casimir de Deux-Ponts-Cleebourg et de la princesse Catherine de Suède. En 1622, sa famille fuit l'Allemagne pendant la Guerre de Trente Ans et s'installe dans le pays de naissance de sa mère, la Suède, où Maria Euphrosyne elle-même est née trois ans plus tard. Elle passe ses premières années au château de Stegeborg, le fief de sa mère. En 1632, sa mère lui donne la responsabilité de sa cousine, la reine Christine, et Maria Euphrosyne. À partir de ce moment, elle et ses frères et sœurs restent à sa cour, même après la mort de leur mère, en 1638, alors que leur père reste à Stegeborg. Maria Euphrosyne donne une très bonne éducation à Christine, mais elle est finalement écartée, parce que Christine, comme un monarque devait recevoir une autre éducation.

### Pendant le règne de Christine
En 1643, elle reçoit une proposition du comte Henri III de Nassau-Breda. Selon une lettre de Christine, Henri est un riche et beau prince qui est apprécié par Marie-Euphrosyne. Elle laisse la décision à son père, cependant il est incertain quant à savoir si Henri pourrait la soutenir, et en 1645, après que Christine ait déclaré qu'elle est pleinement capable d'arranger un mariage de haut rang à l'un de ses proches, en Suède, il refuse Henri. Le 15 mars 1645, Marie Euphrosyne est fiancée avec le favori de la reine, le comte Magnus Gabriel De la Gardie, et le 7 mars 1647, elle l'épouse dans la chapelle royale de Tre Kronor (château) à Stockholm. Le mariage est arrangé par Christine. Une légende dit que Christine aurait voulu l'épouser elle-même, et l'a donné à sa cousine avec les mots: je vous donne ce que je ne peux pas moi-même. Une célèbre pièce est écrite à propos de ce drame. On ne sait pas combien de ce légendaire triangle amoureux est vrai, cependant. Magnus Gabriel serait, selon ses propres mémoires, tombé amoureux avec elle à l'âge de dix-huit ans, et grâce aux lettres échangées par eux au cours de leur mariage, au moins Maria Euphrosyne a certainement eu de forts sentiments d'affection pour lui. Le mariage n'a cependant pas été décrit comme heureux. Lors du mariage, Christine lui accorde plusieurs possessions, parmi eux la résidence favorite de sa grand-mère, Höjentorp, ainsi qu'une pension, qui est confirmée plus tard par son frère lors de sa succession. En 1653, Magnus Gabriel perd la faveur de Christine et est chassé de la cour, et elle essaye d'agir en tant que médiateur. Maria Euphrosyne a une relation étroite avec son frère Charles, et fait ce qu'elle peut pour soutenir son projet de mariage avec Christine.

### Pendant le règne de Charles X et de Charles XI
Lors du couronnement de son frère le roi Charles X Gustave, en 1654, Marie Euphrosyne reçoit le rang et le statut de princesse royale de Suède. Cette position est contestée par certaines parties de la noblesse. Marie Euphrosyne n'utilise pas le titre de comtesse, mais elle est généralement désignée comme la princesse. Elle rend visite à son époux en Allemagne et, en 1656, à Riga, en Livonie, d'où elle doit fuir à nouveau avec ses courtisans après seulement deux semaines, lorsque les Russes mettent le feu à la ville. Au cours de la Guerre dano-suédoise (1658-1660), elle et sa belle-sœur Edwige-Éléonore de Holstein-Gottorp vivent à Kronborg au Danemark, après qu'elle a été prise par le général suédois Carl Gustaf Wrangel. En 1658, son frère le roi Charles lui dit qu'il souhaite faire de son époux, Grand chancelier de Suède, mais elle l'a convaincu de ne pas le faire en disant que Magnus Gabriel n'est pas qualifié pour des postes militaires. En 1660, elle est près du lit de mort de son frère, à Göteborg. Il promet ses grands domaines au Danemark, la pension pour ses enfants, et lui a dit qu'il a nommé son époux grand Chancelier de Suède.
Marie Euphrosyne est très active en tant que médiateur et porte-parole pour les demandeurs qui souhaitent parler à son époux ou à son frère le roi (et, plus tard, son neveu le roi) en leur nom. De la même manière, elle est médiateur entre son époux et de la maison royale, surtout quand il est en disgrâce. Au Château de Karlberg, elle reçoit des demandeurs dans une chambre avec des peintures de son frère et sa mère, avec une porte ouverte vers la chambre où son frère, le roi a dormi quand il a été invité dans sa maison.
En 1676, Lisbeth Carlsdotter, témoin dans un procès en sorcellerie inspiré par le célèbre Gävle-Boy, tente d'impliquer Marie Euphrosyne et sa belle-sœur Marie Sophie dans l'affaire. Cette accusation n'est pas prise au sérieux, mais a plutôt discrédité Lisbeth Carlsdotter en tant que témoin et a finalement conduit à la fin du procès.
En 1680, son époux tombe en disgrâce auprès de son neveu, le roi Charles XI, après la mort de Johan Göransson Gyllenstierna. Elle se voit refuser une audience avec son neveu sans témoins et ne réussit pas à en obtenir une pour son mari. Elle réussit finalement à obtenir une audience privée avec le roi, obtenant que son époux soit nommé Sénéchal. Au cours de la Grande Réduction, dans les années 1680, beaucoup de propriétés de la famille sont confisquées par la couronne : Maria Euphrosine ne réussit pas à éviter la confiscation, malgré son statut de tante du roi, mais en 1685, elle est autorisée à conserver ses biens personnels et son lieu de résidence favori le château d'Höjentorp, sans empêcher la confiscation des biens de son mari. Marie Euphrosyne devient veuve en 1686. Le roi refuse de payer pour les funérailles de son mari, et d'empêcher les créanciers de faire l'inventaire de ses propres biens personnels et bijoux.
Maria Euphrosyne est décrite comme religieuse. Les mots allemands « Gott ist mir allés » sont sculptés à un mur au Château de Läckö, ainsi que dans un médaillon, et en 1681, elle publie anonymement en allemand, un livre de prière »Der geistlich-hungerigen seelen himmelisches manne». En 1682, elle écrit son autobiographie.

## La famille
Maria Euphrosyne épouse le comte Magnus Gabriel De la Gardie, le 7 mars 1647. De leurs onze enfants, seulement trois survivent de la petite enfance, et un seul (Hedvig Ebba), a une descendance; mais son seul enfant lui-même est mort sans enfants.

### Descendance
1. Gustave Adolphe De la Gardie (1647-1695), célibataire.
2. Cathearine Charlotta De la Gardie (1655-1697), épouse le comte Otto Wilhelm de Kœnigsmark, pas de descendance.
3. Hedvig Ebba De la Gardie (1657-1700), épouse le comte Carl Gustaf Eriksson Oxenstierna af Södermöre, et a un fils, qui meurt sans enfants.